# Кріммічау
Кріммічау (нім. Crimmitschau) — місто в Німеччині, розташоване в землі Саксонія. Входить до складу району Цвікау. Складова частина об'єднання громад Кріммічау-Деннгеріц.
Площа — 61,04 км2. Населення становить 18 167 ос. (станом на 31 грудня 2020).

## Галерея

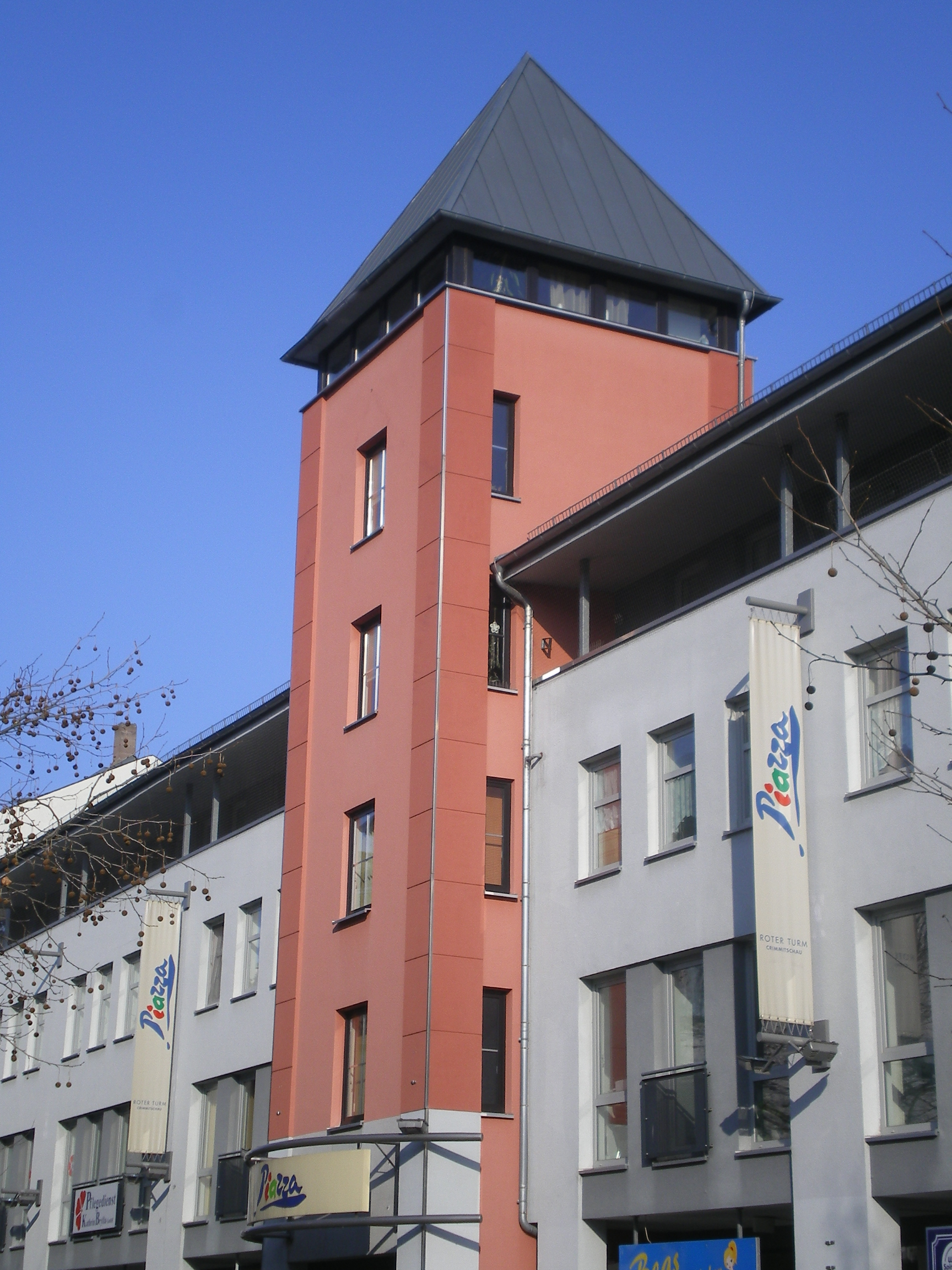
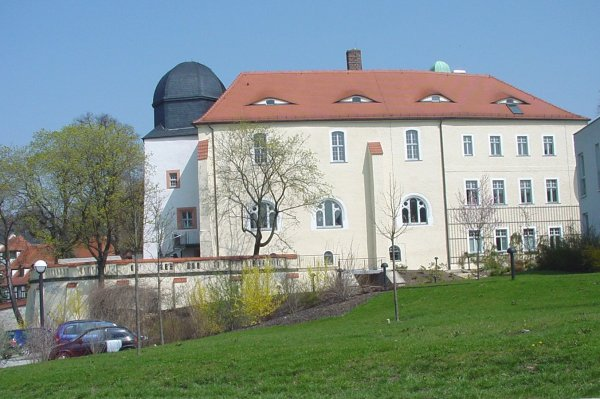
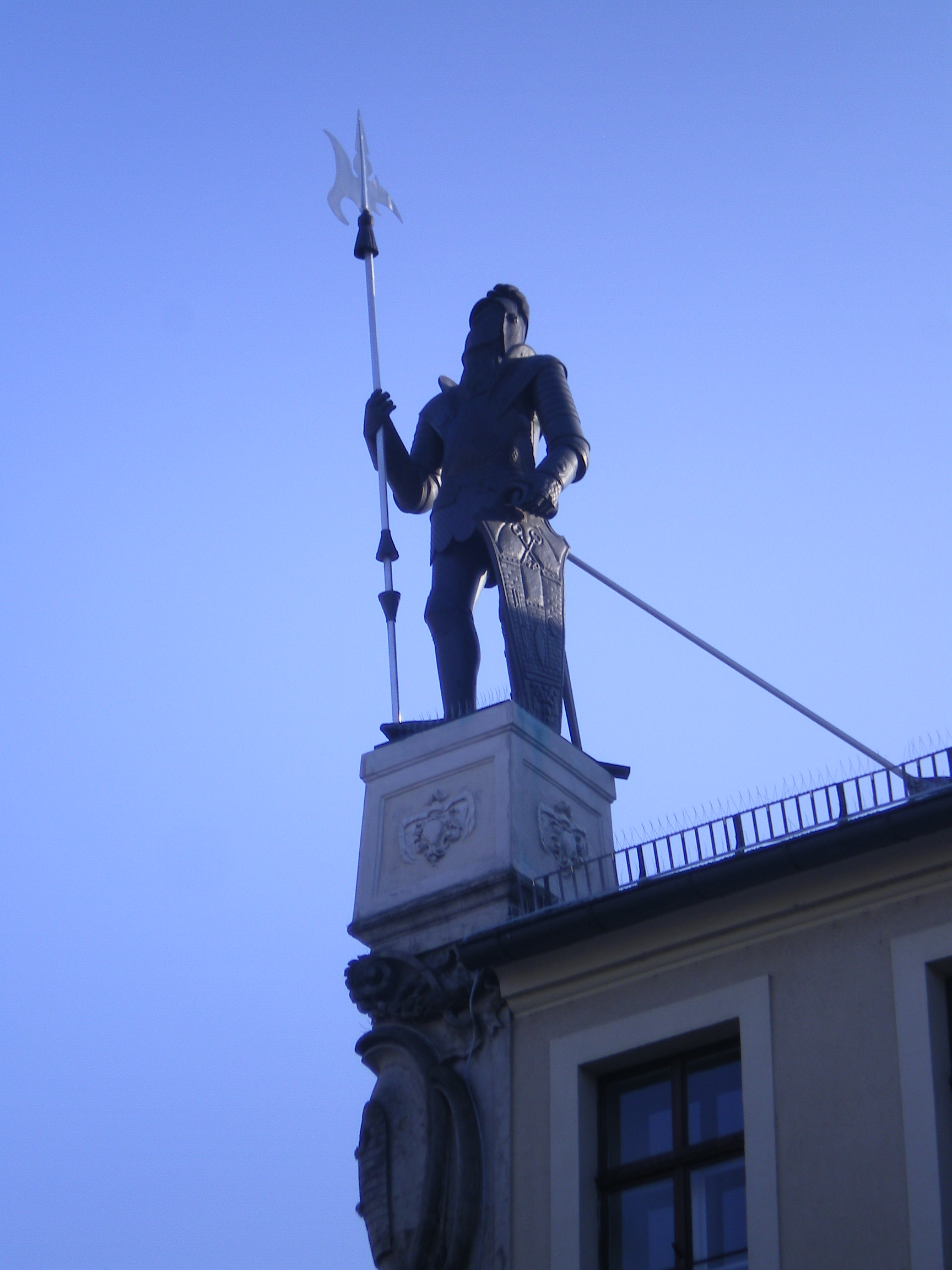
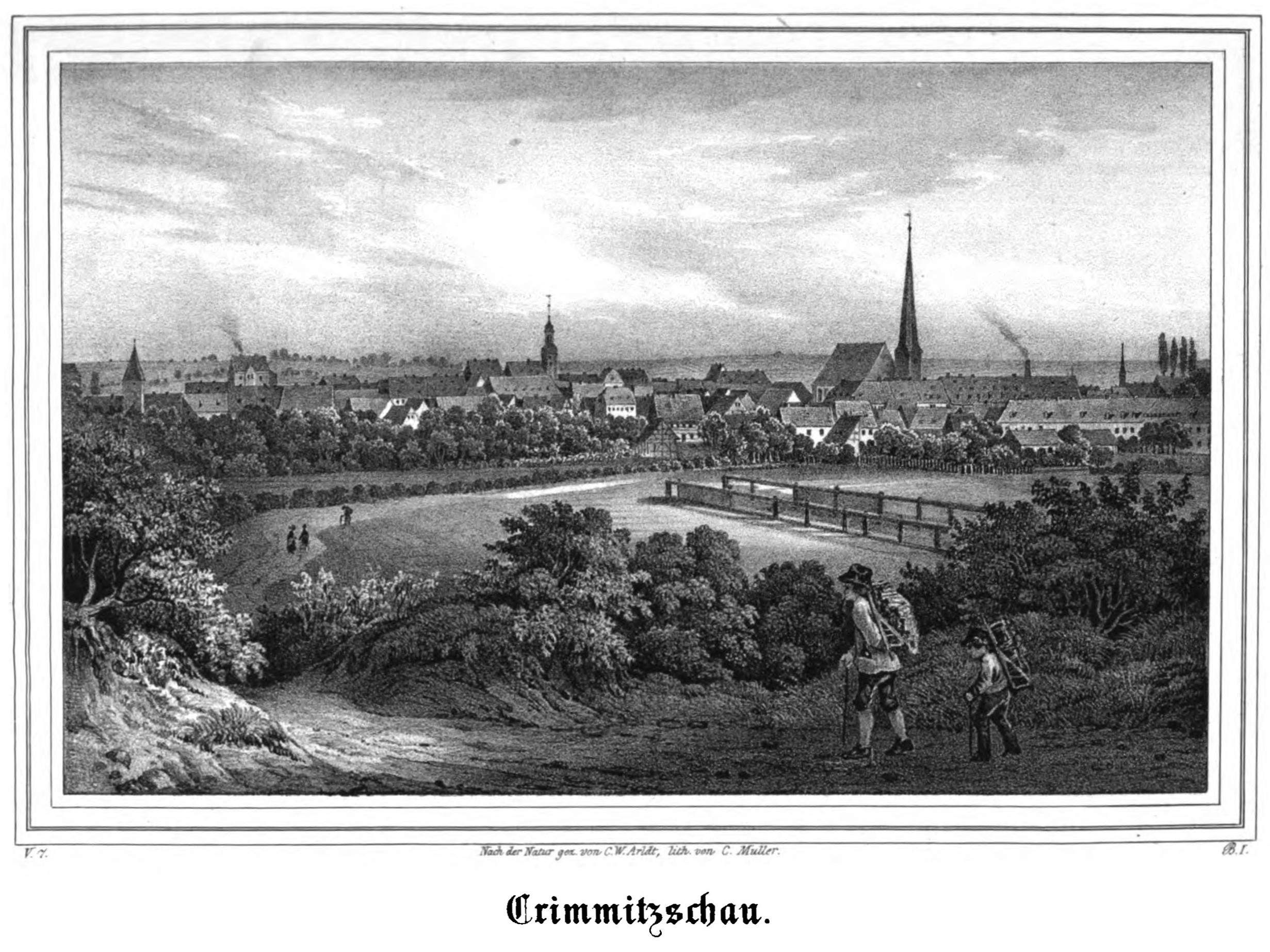
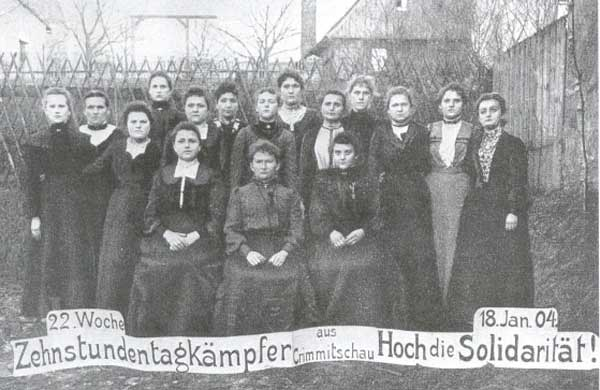
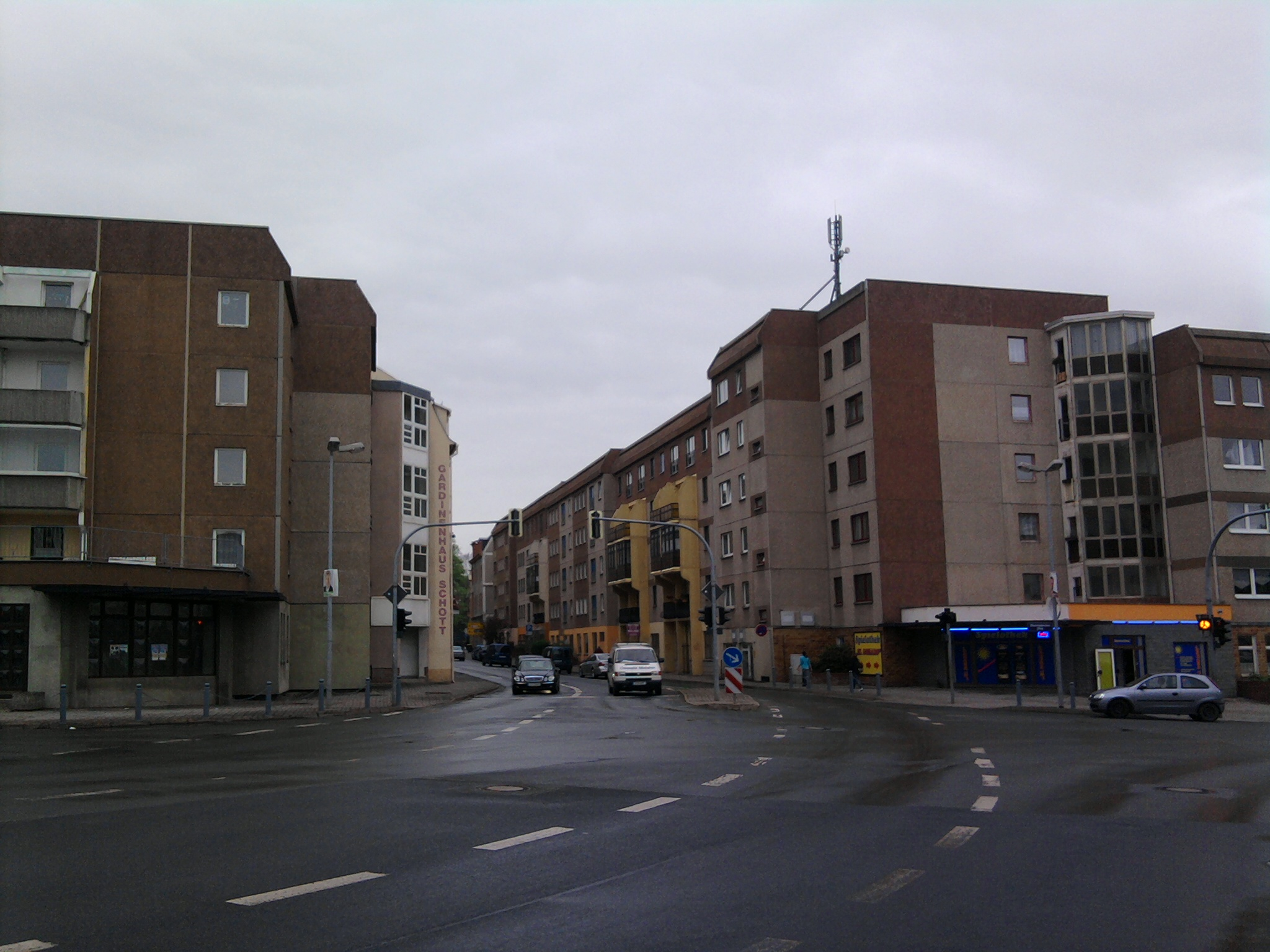